# Neonycteris pusilla
Neonycteris pusilla é uma espécie de morcego da família Phyllostomidae. É a única espécie descrita para o gênero Neonycteris. Pode ser encontrada na Colômbia e Brasil.